# Nigel Rogers
Pour les articles homonymes, voir Rogers.
Nigel David Rogers, né à (Wellington le 21 mars 1935, et mort le 19 janvier 2022), est un ténor, chef d'orchestre et professeur de chant anglais multilingue. Il est également entraîneur vocal et apparaît dans plus de soixante-dix enregistrements en français, en allemand, en italien, en Latin et en anglais, la plupart du temps dans le répertoire de la musique ancienne, baroque et sacrée, notamment des œuvres de Claudio Monteverdi, Haendel, Purcell et Bach.
Les critiques du chant, telle Melanie Eskenazi, le décrivent comme un virtuose vocal du phrasé et de la décoration locale (ornamenti) de ces périodes musicales, exactement comme elles ont été pratiquées à l'époque. Il est considéré comme une autorité mondiale dans le domaine de la musique ancienne, des partitions dont il a contribué à promouvoir et à sauver, depuis le début de sa carrière.

## Biographie

### Formation
Natif de Wellington, Shropshire, Nigel grandit dans une famille de musiciens. Son père a chanté dans une chorale, sa mère lui enseigne le piano, et dès son plus jeune âge il étudie la musique. Nigel Rogers étudie avec Boris Ord au King's College, de Cambridge (où il est choral scholar, une bourse délivrée en échange de sa participation au chœur de l'université) de 1953 à 1956, puis il étudie en privé à Rome en 1957, à Milan de 1958 à 1959, avec Gerhard Hüsch à la Hochschule für Musik de Munich de 1959 à 1961,.

### Début de carrière
À Munich, avec Thomas Binkley, Sterling Jones et Andrea von Ramm, il est un des membres fondateurs d'un des premiers ensembles de musique médiévale, le Studio der frühen Musik avec qui il travaille pendant près de trois ans, avant de quitter le groupe en décembre 1963. Il effectue onze enregistrements avec eux entre 1962 et 1970, dont l'album très remarqué et primé consacré à John Dowland sur le label Archiv, publié en 1966. Il enseigne à la Schola Cantorum Basiliensis.

### Carrière à l'opéra
Nigel Rogers fait ses débuts à l'opéra d'Amsterdam et se produit dans de nombreuses maisons d'opéra de renommée internationale. Il donne de nombreuses classes de maître consacrées au chant et des ateliers de musique dans les conservatoires du monde entier, consacrés à la musique ancienne et avec des chanteurs d'opéra de toutes nationalités.
Les opéras avec qui il est particulièrement associé comprennent notamment L'Orfeo de Monteverdi, dans lequel il chante le rôle-titre et fait de nombreux enregistrements (Il ritorno d’Ulisse in patria, L'incoronazione di Poppea, Il combattimento di Tancredi e Clorinda). Dès 1978 et jusqu'à sa retraite, il est un professeur de chant classique et entraîneur de voix d'opéra au Royal College of Music à Londres. En 1979, il fonde et entreprend alors l'ensemble vocal Chiaroscuro destiné à l'interprétation des compositions du baroque italien. Il chante également la musique du XXe siècle : Billy Budd de Britten et Arden must Die d'Alexander Goehr et les classiques tels Die schöne Müllerin de Franz Schubert.
En juillet 1993, il joue un oratorio de Haendel au Palais des beaux-arts à Mexico. En mai 1994, deux arrière-arrière-petits-enfants de Président du Mexique Valentín Canalizo : Antonio Haas Canalizo (patron de la Mazatlán, l'Opéra Teatro Ángela Peralta, pianiste classique et de jazz et fondateur du conservatoire de musique de Mazatlán, Prix de littérature de jeunesse de l'état de Sinaloa, au Mexique) et sa nièce, Dame Marina De Santiago-de Borbón Haas Canalizo, membre de la royauté — arrière-arrière petite-fille de la reine d'Espagne Isabelle II de Bourbon — (soprano, chanteuse de jazz, soliste de castagnettes, chanteuse-compositrice), invitent Nigel Rogers à Mazatlán. Il y fait connaissance des différents styles de musique mexicaine, la musique Mariachi et la musique d'harmonie du carnaval mexicain. Nigel devient un ami proche et pour longtemps de Dame Marina de Bourbon et de la famille Haas Canalizo, les fondateurs et anciens habitants de l'actuel Musée de la maison Haas (Casa Museo Haas) à Mazatlán, le manoir de la famille, où Nigel séjourne lors de sa visite, avant qu'il ne soit transformé en musée par le gouvernement de l'état de Sinaloa.
Nigel Rogers vit à Deal, en Angleterre, avec son épouse, Lina Zilinskyte claveciniste d'origine lituaniene et sa fille Georgina. Le 3 mai 2005, il donne pour son 70e anniversaire, un concert récital au Wigmore Hall à Londres, occasion de chanter des œuvres de compositeurs de musique ancienne, tels Carissimi, Caccini, Sigismondo d'India, Frescobaldi, Marco Marazzoli, Kapsberger, Rossi, Stradella et Froberger,.